# Kacific Broadband Satellites
Kacific Broadband Satellites é um operador de satélite que desenvolve um serviço de Internet de banda larga para a região asiática, com um foco especial no Pacífico.

## Histórico
A Kacific foi formada em 2013 por Christian Patouraux, Mark Rigolle e Cyril Annarella. A empresa está registrada em Singapura. Patouraux e Rigolle trabalhavam anteriormente nos operadores de satélite SES e O3b Networks; neste último, Rigolle era diretor executivo e Patrouraux era o principal agente de desenvolvimento de produtos.